# Perdita marginata
Perdita marginata är en biart som beskrevs av Timberlake 1964. Perdita marginata ingår i släktet Perdita och familjen grävbin. Inga underarter finns listade i Catalogue of Life.